# Five Branded Women
Five Branded Women (bra Cinco Mulheres Marcadas) é um filme ítalo-estadunidense de 1960, do gênero drama de guerra, dirigido por Martin Ritt, com roteiro de Ivo Perelli baseado no livro de Ugo Pirro e banda sonora de Angelo Francesco Lavagnino.

## Sinopse
Durante a Segunda Guerra Mundial, cinco mulheres iugoslavas têm a cabeça raspada por haverem colaborado com o inimigo, após o que se unem e praticam ações de combate ao lado dos partisans.[carece de fontes?]

## Elenco
- Silvana Mangano  ....... Jovanka
- Jeanne Moreau  ....... Ljuba
- Vera Miles .......  Daniza
- Barbara Bel Geddes  ....... Marja
- Carla Gravina ....... Mira
- Van Heflin .......  Velko
- Richard Basehart .......  Capitão Reinhardt
- Harry Guardino .......  Branco
- Alex Nicol .......  Svenko
- Steve Forrest ....... Sargento Keller
- Gérard Herter  ....... Coronel von Elm
- Romolo Valli ....... Mirko
- Sidney Clute ....... Milan
- Teresa Pellati .......  Boja
- Pietro Germi .......  Comandante partisan